# رادانیارا
رادانیارا (به لاتین: Radaniara) یک منطقهٔ مسکونی در سری‌لانکا است که در استان جنوبی (سری‌لانکا) واقع شده‌است.